# Stinx
Stinx — український панк гурт. Заснований у жовтні 2005 року в м. Київ. Позиціонують свою музику як суміш стрітпанку,моторпанку та рамонскору.

## Історія

### Заснування гурту, альбом«Kids of the Streets»
Гурт STINX утворився в жовтні 2005 року в Києві, після того, як туди переїхав бас-гітарист/вокаліст резонансного на той час чернігівського гараж-панк / сайкобіллі гурту Bastard & the Projectiles Юрій «Утюг» Демиденко. Зупинятися у своїй панк-творчості він зовсім не збирався, тому практично відразу знайшов однодумця Володимира «Че» Черемиса, який став відповідальним за рвані гітарні струни. З ударником все виявилось не так просто, тому перший концерт, який відбувся уже в листопаді 2005-го, де хлопці грали на розігріві у легендарної литовської Ой!-банди Toro Bravo, гурт відіграв з сесійним ударником. Концерт закінчився масовою бійкою з подальшою госпіталізацією деяких відвідувачів цього дійства — справжній панк-рок, що тут іще додати… Згодом відповідальним за поламані барабанні палички був взятий Сергій «Сід» Стефанюк та гурт розпочав активну концертну діяльність, стрімко завойовуючи авторитет в панк-рок колах України.
Вже навесні 2006-го, в гаражній студії за 30$, був записаний дебютний альбом «Kids of the Streets», витриманий у найкращих традиціях вуличного панк-року. Цього хлопцям виявилось мало, тому уже в кінці літа гурт вирушив до Литви, виступати на DIY-фестивалі Darom(з литовської — зроби)… Повернувшись на батьківщину, хлопці почали періодично влаштовували панк-десанти по містах України, а вже весною 2007-го вирушили до Румунії, виступати на панк-фестивалі NoBordersFest, де були хедлайнерами одного з днів.

### Другий альбом «Graduating Speed»
Вже до літа 2007-го гурт знову вирушає за кордон — в тур по Угорщині та Словаччині разом з англійськими панками, гуртом Lay Out The Traps. Після повернення хлопців очікувала не дуже приємна новина — орендодавець вдвічі підвищив плату за приміщення, де репетирували та планували запис другого альбому, як наслідок прийшлось з'їхати та шукати нове приміщення. Через ці обставини запис альбому було відкладено на другий план, та розпочались довгі пошуки нового приміщення, а потім не менш довгий ремонт, в процесі яких гурт продовжував свою концертну діяльність, періодично виступаючи по містах України, а також узяв участь в міжнародному панк-фестивалі South Punk Fest 2 в Севастополі, де закривали український блок, тим самим завоювавши статус найавторитетнішого панк-гурту України, підтвердивши його, через рік, літом 2009-го на South Punk Fest 3.
До кінця 2009-го роботи над власною студією нарешті завершились, і гурт розпочав довгоочікувану роботу над альбомом «Graduating Speed», який своєю чергою був готовий вже до весни 2010-го. З ним хлопці відразу ж вирушили в тур по 15 містах України. Автор фото обкладинки — Євген Креденцер. У серпні 2010-го хлопці беруть участь в першому міжнародному панк-фестивалі Crash-Test-Fest в Ужгороді, де знову закривають український блок. Уже в лютому 2011-го групу запрошують на розігрів до легенди американського панк-року, гурту the Queers. У травні 2011-го гурт у черговий раз закриває український блок фестивалю Crash-Test-Fest 2 в Ужгороді, радуючи поціновувачів панк-року.

### Третій альбом«Game Called Life»
Весною 2012-го STINX розігрівають публіку перед першим київським концертом легенд британського панк-року the Vibrators, а восени виступають на черговому Crash-Test-Fest 3 тепер уже в Києві, де бас-гітару Утюга взяв покористуватись на свій виступ басист нідерландського хардкор-панк гурту Vitamin X. Весна 2013-го ознаменувалась черговим приїздом the Vibrators, цього разу ще й з не менш легендарним the Members, де STINX знову виступили як розігрів.
Літом цього ж року гурт починає записувати свій третій альбом, не підозрюючи, що його запис затягнеться аж на 3 роки через низку причин, серед яких: падіння Вови Че літом 2013-го з велосипеда з переломом та всіма витікаючими наслідками, падіння весною 2014-го ноутбуку з всіма записами з наступною втратою всього записаного матеріалу(окрім барабанів, які Сід передбачливо зберіг в себе на комп'ютері), на довершення до цього літом 2014-го Вова повторно падає з велосипеда та знову отримує перелом, у зв'язку з чим приймається рішення взяти до гурту другого гітариста, яким став старий знайомий Утюга, який вже колись грав з ним в Чернігові в гурті Bastard & the Projectiles — Олег «Лєший» Столінець, який якраз в цей час переїхав в Київ, і поки у Вови зростались кості Олег розбирав матеріал, але це ще не все — восени 2014 тільки но почали репетиції в новому, розширеному складі, Вова під час роботи з болгаркою травмує палець, та знову ж вирушає на творчий лікарняний ще на пару місяців, тим часом решта гурту приймає рішення почати роботу над новим матеріалом, а після відновлення репетицій з Вовою стає зрозуміло, що за весь час творчих лікарняних робота з'їла весь його вільний час і на гурт часу залишилось недостатньо, у зв'язку з чим Вова був вимушений покинути гурт. Здалось уже розібрались, але тут Сід їде на 2 місяці в Мінськ на заробітки та щоб Лєший не забув свіжо розроблені пісні, гурт приймає рішення покликати Сіду на заміну Антона Хоменка (Foible Instinct, Bomg, Skruta), з яким в екстреному порядку розбирається матеріал та вже з січня 2015-го гурт починає давати концерти в такому складі. В березні 2015-го STINX грають в Києві на розігріві легендарних британців the Lurkers, причому половину виступу на барабанах грає Антон, а другу половину Сід, який щойно повернувся з Мінська. Восени 2015-го відновлюється робота над багатостраждальним третім альбомом.
19 травня 2016 року гурт випустив новий альбом, що складається з 10 треків під назвою «Game Called Life».

### Зміни в складі, серія міні-альбомів та сингл
5 січня 2019 року на Bandcamp виходить мініальбом гурту «Oldskull», записаний в період з літа 2017 по осінь 2018 в складі з Лєшим і Сідом, а презентований вже новим складом — Олександр «Джон» Зброцький(Maru, Гапочка, пізніше Bezlad, Mauser) на гітарі, та Ярослав Титаренко(К.Ц, Robots Dont Cry). на барабанах. На цьому альбомі гурт остаточно викристалізував свою класичну формулу: streetpunk/motorpunk/ramonescore, жартома називаючи цю вибухову суміш Hard-metal. Обкладинку альбому малював Дмитро Мрачник.
Вже 16 березня виходить приурочений до виборів сингл «Я не вірю» — єдиний реліз записаний з Ярославом Титаренко. Також це перший досвід співпраці з художником Stan Ibrahim(вокаліст гурту Mauser), чиї роботи можна побачити на більшості наступних релізів.
13 травня гурт презентує мініальбом «Ти або я», записаний ще наприкінці 2018го вже з Джоном на гітарі, де в якості сесійного барабанщика виступив Андрій «Біт» Литвинок, відомий співпрацею з багатьма відомими українськими колективами серед яких Борщ, O.torvald, Пирятин. Обкладинку малював також Stan Ibrahim
Наприкінці 2019 року групу покидає Ярослав Титаренко і вже на початку 2020 за барабани сідає В'ячеслав Іваненюк(+/-, Sterexy, Snakes vs Ropes on their Necks). В цьому складі гурт існує і понині.
12 липня 2020 виходить мініальбом «Let's go to the show!». Обкладинка — Stan Ibrahim. Вже в серпні гурт виступає в якості хедлайнера на першому Kazka Open Air Fest в Харкові. А восени гурт відмічає своє п'ятнадцятиріччя великим сольним концертом.
В період весна-осінь 2021 року було записано матеріал мініальбому «City Lights» з відчутним ухилом в сайкобіллі, котрий через повномасштабне російське вторгнення в Україну в 2022, побачив світ аж в найкоротший день 2023 року, а саме 24 грудня. На запис бралися по знайомих круті напівакустичні гітари, через що потім перезаписати одну з партій на тій самій гітарі вдалося аж лише восени 2023, чим і обумовлена така затримка. Авторка фото обкладинки — Аліна Плеська.

### Четвертий повноформатний альбом «Avengers of Hard Metal»
Влітку 2023 гурт в якості хедлайнерів грає на першому «Фестивалі Чорного Міста» в Чернігові, в той же період на своїй студії в режимі репетицій записує інструментальний матеріал, восени вокальні партії, а в 2024 відбуваються роботи по звуковому та візуальному оформленню наступного повноформатного альбому «Avengers of Hard Metal», сповненого рефлексією повномасштабної війни, котрий виходить 20 грудня 2024 року. Обкладинка — Stan Ibrahim.

## Склад гурту
- Юрій «Утюг» Демиденко — вокал, бас-гітара (2005-дотепер)
- Олександр «Джон» Зброцький — гітара, бек-вокал (2018-дотепер)
- В'ячеслав Іваненюк — ударні (2020-дотепер)

Колишні учасники
- Володимир «Че» Черемис — гітара, бек-вокал (2005—2014)
- Олег «Лєший» Столінець — гітара, бек-вокал (2014—2018)
- Сергій «Сід» Стефанюк — ударні (2005—2018)
- Ярослав Титаренко — ударні (2018—2019)

Схема

## Дискографія

### Студійні альбоми
- Kids Of the streets (2006)[16]
- Graduating Speed (2010)
- Game Called Life (2016)
- Avengers of Hard Metal (2024)

### Мініальбоми
- Oldskull (2019)
- Ти або я (2019)
- Let's Go To The Show! (2020)
- City Lights (2023)

### Сингли
- Я не вірю (2019)

### У збірках
- Robustfellow Sampler (2018)
- Neformat Family Covers (2021)
- «Punk for Ukraine» Grimace Records (2022)